# Морган, Лестер
Лестер Морган Суасо (исп. Léster Morgan Suazo; 2 мая 1976, Санта-Крус, Гуанакасте — 1 ноября 2002, Сан-Рафаэль, Эредия) — коста-риканский футболист, вратарь.

## Клубная карьера
Воспитанник коста-риканского клуба «Гуанакастека». Большую часть своей карьеры голкипер провел в «Эредиано». Прежде чем стать вратарем, пробовал себя в роли либеро и нападающего.

## Международная карьера
Морган выступал за молодёжную сборную страны на чемпионате мира среди молодёжных команд в Катаре в 1995 году.
С 2001 по 2002 годы вызывался в сборную Коста-Рики, за которую провёл 6 игр. Лестер Морган входил в заявку команды на чемпионат мира по футболу 2002 года и на Кубке Америки 2001 года.

## Смерть
1 ноября 2002 года Лестер Морган покончил жизнь самоубийством в столице страны Сан-Хосе.